# Људи који једу кромпир (Винсент ван Гог)
Људи који једу кромпир (хол. De Aardappeleters) је слика, уље на платну, холандског уметника Винсента ван Гога насликана априла 1885. у Нуенену, Холандија. Налази се у Музеју Ван Гога у Амстердаму. Оригинална скица уља на платну налази се у Музеју Кролер-Мулер у  Отерлоу, а такође је направио литографије слике која се налази у колекцијама, укључујући Музеј модерне уметности у Њујорку. Слика се сматра једним од Ван Гогових ремек-дела. 

## Композиција
Током марта и почетком априла 1885. скицирао је студије за слику и дописивао се са својим братом Теом, који није био импресиониран његовим тренутним радом нити скицама које му је Ван Гог послао у Париз. На слици је радио од 13. априла до почетка маја, када је то углавном и учињено, осим мањих измена које је извршио малим кистом касније исте године.
Ван Гог је рекао да жели да прикаже сељаке онаквима какви заиста јесу. Намерно је бирао грубе и ружне моделе, мислећи да ће они бити природни и неискварени у његовом завршеном делу.
Пишући својој сестри Вилхемини - Вил ван Гог (Wilhelmina Jacoba "Wil" van Gogh) две године касније у Паризу, Ван Гог је и даље сматрао да Људи који једу кромпир својом најуспешнијом сликом: „Оно што мислим о свом раду је да је сликање сељака како једу кромпир које сам радио у Нуенену ипак најбоље ствар коју сам урадио". Међутим, дело је критиковао његов пријатељ Антон ван Рапард убрзо након што је насликано. Ово је био ударац за Ван Гогово самопоуздање као уметника у настајању и он је свом пријатељу одговорио: „Ви ... нисте имали право да осуђујете мој рад на начин на који сте то чинили“ (јул 1885), а касније и „Ја сам увек радећи оно што још не могу да бих научио како то радити“. (Август 1885).
Познато је да се Винсент ван Гог дивио белгијском сликару Чарлсу де Гру, а посебно његовом делу Благослов пре вечере. Де Груово дело је свечани приказ сељачке породице која изговара милост пре вечере. Слика је била уско повезана са хришћанским представама Тајне вечере. Ван Гогова слика Људи који једу кромпир инспирисани су овим делом Груа и сличне верске конотације могу се препознати у ван Гоговом делу.

## Верзије
- Друга студија за Људи који једу кромпир, 1885, музеј Кролер-Мулер, Отерло
- Студија за Људи који једу кромпир, 1885, приватна колекција
- Студија за Људи који једу кромпир

## Литографија
Ван Гог је направио литографију композиције Људи који једу кромпир пре него што се упустио у праву слику. Брату је послао утиске и у писму пријатељу написао да је литографију израдио по сећању у размаку од једног дана.
Ван Гог је први пут експериментисао са литографијом у Хагу 1882. године. Иако је ценио графички рад малог обима и био је ентузијастични колекционар енглеских гравура, релативно је мало радио у графичким медијима. У писму од око 3. децембра 1882. године примећује
Верујем, међутим, да би била велика погрешка замислити да су ствари попут, на пример, штампе The Grace (породица дрвосеча или сељака за столом) створене ударом у свом коначном облику. Не, у већини случајева чврстина и срж малог добијају се само много озбиљнијим проучавањем него што то замишљају они који олако размишљају о задатку илустрације ... Свеједно, неке слике у њиховим огромним оквирима изгледају врло садржајно, а касније човек се изненади када иза себе заправо оставе тако празан и незадовољан осећај. С друге стране, неко време превиди многе непретенциозне дуборезе или литографије или бакрописе, али им се врати и с временом се све више веже за њих и осети нешто велико у њима.

## Утицај хашке школе
Ван Гог се у главама људи често повезује са постимпресионистичким покретом, али заправо његови уметнички корени леже много ближе дому уметника из Хашке школе као што су Антон Мове и Јосеф Исраелс.
У писму свом брату Теу написаном средином јуна 1884. године, Винсент примећује:
Кад чујем да причате о пуно нових имена, није ми увек могуће да схватим када од њих нисам видео апсолутно ништа. И из онога што сте рекли о „импресионизму“, схватио сам да је то нешто другачије од онога што сам мислио да јесте, али још увек ми није потпуно јасно шта би под тим требало разумети. Али са своје стране, тако много тога проналазим код Исраелса, на пример, да нисам посебно радознао или жељан нечег другачијег или новијег.
Пре него што је Винсент насликао слику Људи који једу кромпир, Јосеф Исраелс је исту тему већ третирао у својој Сељачкој породици за столом  и, судећи према коментару у писму Теу 11. марта 1882. године, Винсент је то видео (или бар варијацију тога)  и надахнуо га је да произведе сопствену верзију истог. Композицијски су њих две врло сличне: на обе слике композицију слике усредсређује фигура окренута леђима према гледаоцу.
Као и интересовање Сељачке породице за столом, Винсент је ценио и једноставнији начин живота. Винсент је био познат по томе да занемарује фине ствари, једном у писму свом брату Теу пише:
Кад примим новац, чак и ако сам постио, није за храну, већ је још снажнији за сликање [...] у међувремену је спас за који се држим мој доручак са људима са којима живим и шоља кафе а увече хлеб у кремерију ...
Чинило се да се Ван Гог емоционално поистоветио са средњом класом, иако је био из породице која је била прилично имућна. Тема је била сурова стварност живота у радничкој класи. Такође се једноставно дивио одрживости кромпира или aardappel на холандском. Aardappel се дословно преводи са „земљана јабука“, што даје идеју о једноставнијем, срдачном начину живота.

## Крађа
Лопови су украли рану верзију слике Људи који једу кромпир, Weaver's Interior и Dried Sunflowers из музеја Кролер-Мулер у децембру 1988. У априлу 1989. лопови су вратили Weaver's Interior у покушају да стекну откупнину од 2,5 милиона долара. Преостала два дела полиција је повратила 14. јула 1989; није плаћен откуп.
14. априла 1991. године, Националном музеју Винсент ван Гог опљачкано је двадесет главних слика, укључујући и коначну верзију Људи који једу кромпир. Међутим, на аутомобилу који је служио за бекство је пукла гума, а лопови су били приморани да побегну, остављајући слике за собом. Тридесет пет минута након пљачке, слике су пронађене.